# Стадня (Лубенский район)
Стадня (укр. Стадня) — село, Ореховский сельский совет, Лубенский район, Полтавская область, Украина.
Код КОАТУУ — 5322885307. Население по переписи 2001 года составляло 150 человек.
Село упоминается на большой карте Российской Империи 1812 года для Наполеона

## Географическое положение
Село Стадня находится на берегу безымянной речушки, на противоположном берегу — село Барвинщина.
На расстоянии в 1 км расположено село Свечковка.
На реке несколько запруд.
Рядом проходит автомобильная дорога Р-42.

## Известные жители и уроженцы
- Кравченко Николай Иванович (1924 — ?) — Герой Социалистического Труда.

## Экономика
- Птице-товарная ферма[источник не указан 1526 дней].